# Karel Kruis
Karel Kruis (13. května 1851 Kosmonosy - 27. prosince 1917 Praha) byl český chemik, mykolog, fotograf a vysokoškolský profesor.

## Život

### Mládí
Narodil se v rodině Karla Kruise, učitele v Kosmonosech, a jeho ženy Vilemíny, rozené Piherové. Byl první ze třinácti dětí. Jeho otec byl rovněž varhaníkem v místním kostele. Někteří sourozenci (bratr Josef, sestra Louisa) se později proslavili jako hudebníci. Mladý Karel se věnoval hře na klavír.
Karel Kruis vystudoval nižší reálku v Mladé Boleslavi a vyšší reálku v Praze. Pro nedostatek finančních prostředků nemohl pokračovat ve studiu a pracoval jako dělník. Vyučil se v továrně na kartouny v Kosmonosích později pracoval v textilce v Mnichově Hradišti. V roce 1869 odešel do Prahy, kde absolvoval barvířský kurs u Dr. Antonína Spirky a nastoupil jako barvířský tovaryš ve smíchovské kartounce (továrna na potiskování kartounu bratrů Porgesů). V letech 1870-1871 absolvoval vojenskou službu.

### Vysokoškolská kariéra
Po absolvování vojenské služby se přihlásil na Pražskou polytechniku. Zde v letech 1872–1875 vystudoval obor technická chemie a po působení v textilních továrnách v Josefově Dole a v Mnichově Hradišti nastoupil na této škole jako asistent profesora Františka Štolby. Habilitoval se jako docent. V roce 1899 jmenován řádným profesorem kvasné chemie a fotografie.

### Členství v dalších institucích
- Od roku 1893 byl členem Česká akademie císaře Františka Josefa pro vědy, slovesnost a umění.
- Okolo roku 1900 se stal členem vedení spolku Svatobor.
- V roce 1912 byl jmenován čestným členem České chemické společnosti pro vědu a průmysl.[5]

### Úmrtí
Zemřel 29. prosince 1917 v Praze ve věku 66 let. Pohřben byl na Olšanských hřbitovech.

### Rodinný život
Dne 19. května 1891 se na Královských Vinohradech oženil s Marií Bruderovou (1867–??). Manželé Kruisovi měli dcery Blaženu (nar. 1894), Ludmilu (nar. 1895) a syna Vladimíra (nar. 1898).

## Dílo
Karel Kruis byl odborník v oborech kvasné chemie, mykologie a fotografie. V oblasti odborné fotografie se zabýval mikrofotografií mimo jiné i ultrafialovém světle.

### Fotografie
Při své vědecké práci narážel na to, že ruční překreslování mikroskopických pohledů je příliš pracné a lze jej nahradit mikroskopickou fotografií. Od roku 1896 začal z vlastní iniciativy přednášky z oboru fotografie. Na tomto poli zaznamenal výrazné úspěchy.
Fotogtafii se věnoval i jako svému koníčku. Fotografoval během rodinných dovolených doma i v cizině (Bavorsko, Istrie, Itálie, Francie). Portrétoval své přátele a známé (Alois Jirásek, Josef Hlávka, a další), zaznamenával každodenní životní situace českého venkova. Věnoval se i stereofotografii.
Spolu s amatérským fotografem, spoluzakladatelem Klubu fotografů amatérů v Praze Františkem Mrskošem (1866–1928) se svými fotografii v roce 1906 podíleli na vzniku knihy, průvodce Z Tábora do Bechyně a okolí, autora Jan Dotřela (1859–1935).

#### Výstavy fotografií
Své fotografie prezentoval veřejnost za svého života jen jednou a to v roce 1891 v rámci Jubilejní zemské výstavy v Praze .
Druhá výstava jeho fotografií a to jak vědeckých tak uměleckých, se konala několik měsíců po jeho skonu, 27. června 1918 v tehdejším Technickém muzeu Království českého na Hradčanském náměstí.
V roce 2006 v Clam-Galasově paláci v Praze a 2007 v Kosmonosech připravily Národní technické muzeum a Archiv hlavního města Prahy retrospektivní výstavy Kruisových fotografií z let 1882–1917.
- Karel Kruis – mezi vědou, technikou a uměním fotografie, Národní technické muzeum v Praze, 5. únor - 30. duben 2019, autoři: Miroslav Kotěšovec, Ivana Lorencová, Soňa Štrbáňová, Michaela Hrubá[11]
  - repríza v Národní technické knihovně, 6. květen 2019 – 10. červen 2019[12]

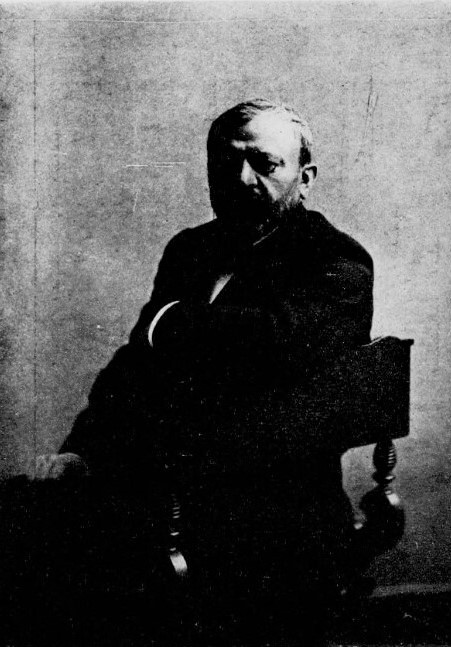
Karel Kruis: Portrét spolupracovníka prof. Bohuslava Raýmana (před 1910)

### Publikace
- O jedovatých barvách (V Praze, nákladem vlastním, 1879)
- O synthetických barvivech, která v poslední době vešla v užívání (V Praze, nákladem vlastním, 1879)
- Kritické příspěvky ku posudku o způsobu práce v našich lihovarech (V Praze, nákladem vlastním, 1882–1884)
- Kritische Beiträge zur Kenntniss des Schnellgährverfahrens (aus dem Laboratorium der Versuchsstation für Spiritusindustrie in Prag) (Praha, Carl Bellmann, 1882)
- Studien über die Gährführung bei der Productbesteuerung (aus dem Laboratorium der Versuchsstation für Spiritusindustrie in Prag) (Praha, Carl Bellmann, 1885)
- Ueber das Reductionsvermögen einiger Zuckerarten gegen Fehling’sche Lösung und über eine Methode der quantitativen Bestimmung derselben (aus dem Laboratorium der Versuchsstation für Spiritusindustrie in Prag) (Praha, Carl Bellmann, 1885)
- Chemicko-biologické studie (autoři Bohuslav Raýman a Karel Kruis; V Praze, Nákladem České akademie císaře Františka Josefa pro vědy, slovesnost a umění, 1891-1903)
- KOTĚŠOVEC, Miroslav. Karel Kruis, fotografie z let 1882-1917. Praha: Libri, 2009. 143 s. ISBN 978-80-7277-430-2.